# ميل دانيلز
ميل دانيلز (بالإنجليزية: Mel Daniels) مواليد 20 يوليو 1944 في ديترويت - الوفاة 30 أكتوبر 2015، كان لاعب كرة سلة أمريكي أصبح مدرباً بدأ مسيرته الاحترافية في سنة 1967. تم اختياره من قبل فريق سكرامنتو كينغز خلال الدرافت. بلغ طوله 6 قدم 9 بوصة (2.1 م). اعتزل اللعب في 1976. دخل قاعة نايسميث التذكارية لمشاهير كرة السلة.

## روابط خارجية
- ميل دانيلز على موقع إن بي أي (الإنجليزية)
- ميل دانيلز على موقع سبورتس رفرنس (الإنجليزية)
- ميل دانيلز على موقع كلية كرة السلة في سبورتس رفرنس.كوم (الإنجليزية)
- ميل دانيلز على موقع ريلجم (الإنجليزية)
- ميل دانيلز على موقع بروبوليرز (الإنجليزية)
- ميل دانيلز على موقع سبورتس رفرنس (الإنجليزية)
- ميل دانيلز على موقع قاعة نيو مكسيكو للمشاهير الرياضية (الإنجليزية)